# Mark Shield
Mark Alexander Shield (Fortitude Valley, Queensland, 2 september 1973) is een voormalig Australisch voetbalscheidsrechter die actief was op mondiaal niveau. Shield was een van de in totaal 23 scheidsrechters tijdens het wereldkampioenschap voetbal 2006 in Duitsland.
Shield floot sinds 2002 op internationaal niveau in dienst van de FIFA, de OFC, de UEFA en de AFC. Hij floot onder andere wedstrijden in de Confederations Cup, de AFC Asian Cup, het wereldkampioenschap voetbal 2002 en in WK-kwalificatiewedstrijden.

## Statistieken
| evenement                        | wed | Kreeg geel | Kreeg voor de tweede keer geel en dus rood | Weggestuurd |
| -------------------------------- | --- | ---------- | ------------------------------------------ | ----------- |
| Vriendschappelijk                | 1   | 2          | 0                                          | 0           |
| Wereldkampioenschap voetbal 2002 | 1   | 5          | 0                                          | 0           |
| Confederations Cup 2003          | 3   | 10         | 0                                          | 1           |
| AFC Asian Cup 2004               | 2   | 10         | 0                                          | 0           |
| UEFA WK kwalificatie 2006        | 2   | 10         | 0                                          | 0           |
| OFC WK kwalificatie 2006         | 1   | 2          | 0                                          | 0           |
| Wereldkampioenschap voetbal 2006 | 0   | 0          | 0                                          | 0           |
| Totaal                           | 10  | 39         | 0                                          | 1           |

* Bijgewerkt tot 11 april 2006